# Кадзуно (уезд)
Кадзуно (яп. 鹿角郡 Кадзуно-гун) уезд расположен в префектуре Акита, Япония.
По оценкам на 1 апреля 2017 года, население составляет 5,147 человек, площадь 201.7 км ², плотность 25.5 человек / км ².

## Посёлки и сёла
- Косака